# 原島正衛
原島 正衛（はらしま まさえ、1949年 - ）は、日本の経済学者。専門は、経済政策や経済史。特に、ヨーロッパ統合の史的分析。ヨーロッパ経済論。オランダ社会経済史を研究。現在、北星学園大学経済学部教授。
1977年静岡大学人文学部卒業。1985年立教大学大学院経済学研究科博士課程単位取得満期退学。オランダ・ナイメーヘン大学大学院に留学や、駐日アメリカ合衆国大使館経済専門官、プライスウォーターハウスコンサルタンツマネージャーなどを経て、1994年北星学園大学経済学部講師。1997年同経済学部助教授。2004年同経済学部教授。2020年同嘱託教授

## 主要論文
- 『欧州統合と移民政策--欧州統合は移民問題を解決するか (人の国際移動の変容<焦点>)』（国際問題 412号, 1994年）
- 『欧州統合と1989年 : 欧州拡大と欧州再編の視点から』（北星学園大学経済学部北星論集 33巻, 1996年）
- 『1968年「マンスホルト計画」と欧州農業の転換』（北星学園大学経済学部北星論集 42巻2号, 2003年）

## 駐
1. ↑  『北海道人物・人材情報リスト　2004　なーわ』（日外アソシエーツ、2004年）ｐ１７２７
2. ↑  以上につきマイポ－タル
3. ↑  教員情報